# Kenichi Yumoto
Kenichi Yumoto (湯元健一 (?); Wakayama, 4 dicembre 1984) è un lottatore giapponese, specializzato nella lotta libera. È fratello gemello di Shinichi Yumoto.

## Palmarès
- Giochi olimpici

Pechino 2008: argento nei 60 kg;
- Mondiali

Istanbul 2011: bronzo nei 60 kg;